# 五番街のマリーへ
｢五番街のマリーへ｣（ごばんがいのマリーへ）は、1973年（昭和48年）10月25日に発売された日本のバンド、ペドロ&カプリシャスの5枚目のシングルである。ペドロ&カプリシャスの代表曲のひとつである。

## 概要
- 作詞は阿久悠、作曲は都倉俊一による。
- ボーカルは、2代目ボーカルである高橋まり（現：髙橋真梨子）で、後年髙橋自身によってもカヴァーされている。
- 前作の「ジョニィへの伝言」に続いて大ヒット[1]。「ジョニィへの伝言」同様に50万枚近い大ヒットとなった[2]。
- オリコンチャートでは「ジョニィへの伝言」同様にロングヒットとなり、シングル売上枚数は21.2万枚を記録した。
- 発売から42年が経過した2015年の「第66回NHK紅白歌合戦」で髙橋のソロとして歌唱された。
- 作詞、作曲は船上で行われた。1973年夏に現役のクリエイターが講師をする作詞教室、作曲教室が開催されたが、それは船を使って1週間で日本1周する洋上セミナーだった。講師として乗船していた阿久悠と都倉俊一は、せっかくだから乗船中に1曲作ろうということになり、その期間中に作成したものである[3]。

## 収録曲
- 全作詞：阿久悠　作曲・編曲：都倉俊一

1. 五番街のマリーへ
2. 教会へ行く

## 収録アルバム
- 『歌姫 〜センチメンタル女性ヴォーカリスト〜』
  - 1970年、80年代にヒットした女性ヴォーカルソング集。

## カバーした主な歌手
- ちあきなおみ - 1974年アルバム『円舞曲』等に収録
- ヤング101 - メンバーの広美和子の歌唱で1974年アルバム『さよならステージ101』に収録
- アグネス・チァン(蔣麗萍)（「薄情」というタイトルで広東語でカヴァー，1986年アルバム『午夜過後之舞』に収録)
- キャリー・クォン(鄺美雲)（「其實你愛我嗎」というタイトルで広東語でカヴァー，1993年アルバム『一生只願愛一次』に収録)
- ロイ・フォン(呂方)（「給情人的搖籃曲」というタイトルで北京語でカヴァー，2001年アルバム『DEAR』に収録)
- シャーリー・シャウ(蕭孋珠)（「春夢」というタイトルで北京語でカヴァー，1976年アルバム『金色的影子』に収録)
- 林慧萍（「春夢」というタイトルで北京語でカヴァー，1987年アルバム『不要回頭看』に収録)
- 江蕙（「想起伊」というタイトルで台湾語でカヴァー，2002年アルバム『紅線』に収録)
- 石原詢子 - アルバム『我がこころの愛唱歌II 〜人情と活気に溢れてたあの時代〜』、CD-BOX『石原詢子 時代のうた』に収録
- 岩崎宏美 - アルバム『Dear Friends II』に収録
- 杉田二郎 - アルバム『歌鬼2〜阿久悠 vs. フォーク〜』に収録
- SPEED - アルバム『VISION FACTORY COMPILATION 〜阿久悠、作家生活40周年記念〜』に収録
- 南沙織 - ライヴ盤『CYNTHIA IN CONCERT』に収録
- ピーター - アルバム『GOLDEN☆BEST ピーター（オリジナルを歌う＋スタンダードを歌う）』に収録
- 堀内孝雄 - アルバム『HELLO FORTY』に収録
- 桑田佳祐 - ライブビデオ『昭和八十三年度!ひとり紅白歌合戦』に収録
- GTS - GTS feat. Melodie Sexton 『in the groove』に収録 (artimage/avex trax)
- 田村芽実 - DVD『CLIP&COVERS』に収録